# Matthew Peterman
Matthew Peterman (...) è un regista statunitense.
Nel 2000, dà inizio alla sua carriera collaborando col regista William Brent Bell, dirigendo il cortometraggio Mercury, che fu comprato dalla Universal Studios e ha avuto come produttore cinematografico Gale Anne Hurd.
Sempre insieme a William Brent Bell dirige il film Stay Alive. Nel 2012 ha diretto L'altra faccia del diavolo e nel 2014 Wer - La bestia.

## Filmografia
- Stay Alive (2006)
- L'altra faccia del diavolo (2012)
- Wer - La bestia (2014)